# 도마뱀자리 BL 은하
도마뱀자리 BL 은하(영어: BL Lac or BL Lacertae)는 도마뱀자리에 있는 항성 형태를 띤 변광 활동 은하이다. 1929년에 쿠노 호프마이스터가 발견하였다. 그러나 그는 발견 당시에 오늘날 잘 알려진 왜소 불규칙 은하가 아닌 변광성으로 보았다. 1968년에 존 슈미트가 데이비드 던랩 연구소에서 변광을 일으키는 전파 천체를 발견하였다. 그것은 호스트 은하로 알려졌다. 1974년 제임스 건이 적색 편이를 측정하여 Z = 0.07(V = 21000 km/s)의 결과를 얻었다. 이것은 곧 21,000km의 속도로 우리 은하에서 멀어져 가고 있다는 것이다.
도마뱀자리 BL 은하처럼 전파 폭발 현상(블라이자)을 일으키는 천체를 "도마뱀자리 BL 천체"라고 한다. 이것은 퀘이사와 비슷하나 퀘이사보다 스펙트럼 선이 약한 경향이 강하다. 반면 퀘이사는 적색 편이가 매우 커서 스펙트럼 선이 적색 부분에 강한 경향이 있다.
도마뱀자리 BL 은하의 겉보기 등급은 +14 ~ +17 로 추정된다. 역기점 J2000 기준으로 적경과 적위는 적경 22h 02m 43.3s, 적위 +42° 16′ 40″이다. Flyer from 1983 Carnegie Hall Performance